# Dean Marney
Dean Edward Marney (* 31. Januar 1984 in Barking, England) ist ein englischer Fußballspieler. Er spielt bei Fleetwood Town.

## Spielerkarriere

### National
Dean Marney begann seine Karriere als Profifußballer 2002 bei Tottenham Hotspur. Dort stand er insgesamt vier Jahre unter Vertrag, kam jedoch nur auf zwei Tore in acht Premier-League-Einsätzen. In seiner Zeit in London war er viermal verliehen worden (2002/03 an Swindon Town, 2004 an die Queens Park Rangers und an den FC Gillingham und 2005 an Norwich City). 
Im Sommer 2006 wurde Marney vom Zweitligisten Hull City verpflichtet, bei dem er den Durchbruch im bezahlten Fußball schaffte. Mit Hull gelang ihm auch in der Saison 2007/08 der Aufstieg in die Premier League. Am 28. Mai 2010 wurde Marney von Brian Laws vom englischen Zweitligisten und letztjährigen Premier-League-Absteiger FC Burnley verpflichtet. 

### Nationalmannschaft
Im Februar 2005 bestritt Marney sein einziges Länderspiel für die englische U21-Nationalmannschaft. 

## Erfolge
- 2007/08 – Aufstieg in die Premier League mit Hull City